# Regras de voo por instrumentos
As Regras de voo por instrumentos ou IFR (do inglês instrument flight rules) são o conjunto de regras das quais o piloto se utiliza para conduzir uma aeronave orientando-se pelos instrumentos de bordo, ao invés de se orientar por referências visuais exteriores a essa aeronave.
Esse conjunto de regras varia de acordo com o país, porém todos os países signatários da Convenção de Chicago devem seguir as normas da ICAO, inclusive as disposições do Anexo 2 da Convenção, intitulado "Regras do Ar" (Rules of the Air), que é utilizado como referência para a elaboração dessas regras. Outros anexos importantes da Convenção e levados em consideração para a elaboração das IFR de um país são:
- Anexo 1 — Licenças de Pessoal: o piloto deve possuir uma licença que declare que ele está habilitado e homologado para voar sob as IFR.
- Anexo 8 — Aeronavegabilidade: assim como o piloto deve estar homologado para voar sob as IFR, a aeronave também tem que estar homologada para operar em voos conduzidos sob as IFR. A aeronave deve, por exemplo, possuir todos os equipamentos, sensores, instrumentos de bordo etc. necessários para que o piloto consiga aplicar as IFR ao voo executado com tal aeronave. A aeronave homologada ao voo sob IFR é uma aeronave "aeronavegável sob as IFR". Este anexo também estabelece outros parâmetros que a aeronave deve atender para ser considerada "aeronavegável": parâmetros de segurança, de performance (desempenho) durante voos sob as IFR etc.
- Anexo 6 — Operação de Aeronaves: este anexo essencialmente combina as disposições dos anexos 1 e 8, especificando como deve ocorrer a execução do voo, ou seja, como deve ser a interação entre piloto e aeronave e também como deve ser a interação de piloto e aeronave com os órgãos ATS (órgãos dos serviços de tráfego aéreo).[nota 3]
- Anexo 10 — Telecomunicações Aeronáuticas: uma das funções deste anexo é estabelecer requisitos técnicos, operacionais etc. mínimos que garantam a boa comunicação de pilotos, aeronaves e instrumentos de bordo (utilizados na navegação sob as IFR) com os equipamentos externos de auxílio à navegação (radares, satélites, NDB etc.), com os órgãos ATS e com os demais pilotos e aeronaves.
- Anexo 11 — Serviços de Tráfego Aéreo: este anexo estabelece requisitos mínimos para a prestação dos serviços de tráfego aéreo (ATS), o que inclui a prestação dos ATS aos pilotos que estejam conduzindo aeronaves sob as IFR.

Embora haja exceções, de maneira geral o piloto utiliza as IFR quando ele não possui condições de se orientar por referências visuais externas ou de ver e evitar obstáculos e outras aeronaves.
O voo IFR diverge do VFR (Visual Flight Rules — Regras de Voo Visual), pois que no voo VFR o piloto orienta-se por referências visuais externas.

## Separação
É o conceito mais importante de IFR: num espaço aéreo controlado, o controlador (ver Controle de tráfego aéreo), assegura-se que as aeronaves que estão a voar sob IFR estão "separadas" de obstáculos, relevo ou outro tráfego IFR. A separação é realizada em tempo, distância e altitude, socorrendo-se de radar ou de informações periódicas dos pilotos sobre posição, altitude e rota.
Em espaços aéreos não controlados, os voos IFR asseguram a separação através de regras pré-definidas: em função da rota existem altitudes pré-determinadas que asseguram que duas aeronaves não voam em rotas contrárias à mesma altitude.

## Tempo
As regras IFR possibilitam a operação de aeronaves quando as condições meteorológicas não permitem a visibilidade mínima para operar em VFR (ver também IMC — Instrument Meteorological Conditions). Nestas condições, em que o piloto não tem normalmente o horizonte como referência, ele controla a atitude do avião observando os instrumentos de voo, confiando no controle de tráfego aéreo para assegurar a separação (os aviões comerciais e, cada vez mais, aviões de menor dimensão, têm sistemas de apoio para evitar colisões — TCAS). Os voos noturnos seguem normalmente as regras IFR.
Apesar de o voo sob IFR poder ocorrer em condições de tempo muito piores do que o permitido para VFR, a operação de aeronaves está sempre sujeita a um mínimo de condições. Estas dependem do tipo de ajudas electrónicas à navegação disponíveis, da localização e altitude do local e de eventuais obstáculos nas proximidades do aeroporto. Em alguns casos, a própria tripulação tem de estar sujeita a certificação específica para um determinado aeroporto (ex: aeroporto do Funchal, na Madeira e do Santos Dumont, no Rio de Janeiro, em que a aproximação final à pista não é em linha recta, devido ao relevo, obrigando as tripulações a certificação antes de poderem realizar voos comerciais).

## Procedimentos
Um voo IFR tem três fases: partida, em rota e aproximação. Para cada fase há regras padrão que permitem aos aviões a voar IFR que se possam movimentar de forma segura e ordenada desde o momento em que descolam até que voltem a aterrar (Brasil: aterrissar). Estes procedimentos também permitem que a aeronave voe de forma previsível mesmo que perca as comunicações com o Controle de tráfego aéreo (ATC), uma vez que existem altitudes e rotas pré-definidas para cada fase.
As partidas são descritas por procedimentos de partida simples, normalmente definindo a rota inicial e a altitude a atingir e manter após a descolagem. Em aeroportos com mais movimento, podem existir instruções mais detalhadas, normalmente acompanhadas de diagramas ou mapas definindo as várias rotas possíveis após a descolagem, quais os pontos de navegação electrónica a usar como referência em cada uma e qual a altitude permitida para os aviões que se afastam do aeroporto nessa rota.
Quando a aeronave está em rota, num voo IFR, o piloto dispõe de mapas indicando as ajudas à navegação ("faróis" electrónicos, que transmitem sinais de rádio que permitem ao piloto conhecer a sua direcção e em alguns casos a distância face ao emissor). Nesta fase, a aeronave segue normalmente por rotas pré-definidas, com altitudes obrigatórias para cada segmento da viagem.
As aproximações são descritas por cartas de aproximação que identificam, para cada aeroporto, os últimos segmentos do voo. O piloto conhece assim exactamente as direcções a altitudes que deve seguir para passar da fase de voo em rota para uma altitude e posição que lhe permitam concluir a aterragem visualmente. Para cada aeroporto estão definidas altitudes mínimas (altitude de decisão) abaixo das quais, não sendo possível ao piloto concluir a aterragem visualmente, deve "borregar" (Brasil: arremeter), ganhando altitude e reentrando no circuito de aterragem do aeroporto.
Muitos aeroportos dispõem já de ILS (Instrument Landing System — Sistema de Aterragem por Intrumentos), sistema em que um farol electrónico colocado próximo da cabeceira da pista emite um sinal que permite ao piloto conhecer a sua posição exacta relativamente ao eixo da pista, bem como relativamente à rota de descida (normalmente com uma inclinação de cerca de 3º) que o levará à pista. No limite, estes sistemas permitem ao piloto aterrar o avião em condições meteorológicas muito adversas, em que pode mesmo não ver a pista.

## Qualificações
Para voar usando IFR, o piloto deve possuir o respectivo certificado. A aeronave também tem que estar certificada.